# Clubiona phragmitis
Clubiona phragmitis es una especie de araña araneomorfa del género Clubiona, familia Clubionidae. Fue descrita científicamente por Ludwig Carl Christian Koch en 1843.
Habita en Marruecos, Argelia, Europa, Cáucaso, Rusia (Europa al Lejano Oriente), Irán, Asia Central, China y Corea.